# Bulbophyllum sambiranense
Bulbophyllum sambiranense är en orkidéart som beskrevs av Henri Lucien Jumelle och Joseph Marie Henry Alfred Perrier de la Bâthie. Bulbophyllum sambiranense ingår i släktet Bulbophyllum och familjen orkidéer.

## Underarter
Arten delas in i följande underarter:
- B. s. latibracteatum
- B. s. sambiranense